# تور دوره‌ها
تور دوره‌ها (انگلیسی: The Eras Tour) ششمین تور کنسرت خواننده-ترانه‌سرای آمریکایی تیلور سوئیفت بود. این تور در ۱۷ مارس ۲۰۲۳ در گلندیل، آریزونا آغاز شد و در ۸ دسامبر ۲۰۲۴ در ونکوور، بریتیش کلمبیا به پایان رسید. تور دوره‌ها گسترده‌ترین تور این خواننده تا به امروز است، به‌طوری که ۱۴۹ اجرا در عرض پنج قاره داشته است. این تور تأثیر فرهنگی و اجتماعی-اقتصادی وسیعی داشت و پردرآمدترین تور تاریخ و نخستین توری شد که بیش از ۱ میلیارد دلار درآمد کسب کرده است. پس از تور استادیومی اعتبار در ۲۰۱۸، این دومین تور تمام‌استادیومی او به‌شمار می‌رفت.
تور دوره‌ها در نوامبر ۲۰۲۲ پس از انتشار دهمین آلبوم استودیویی او، نیمه‌شب‌ها (۲۰۲۲) اعلام شد. سوئیفت آن را سفری در سرتاسر تمام دوره‌های موسیقی‌اش توصیف کرده است. هر نمایش تور بالغ بر ۳٫۵ ساعت طول می‌کشد و شامل بیش از ۴۰ ترانه است که به ده پردهٔ متمایز به هم تقسیم می‌شوند و به‌صورت مفهومی آلبوم‌های استودیویی سوئیفت را مجسم می‌کنند. این نمایش در مهٔ ۲۰۲۴ بازسازی و یازدهمین آلبوم استودیویی جدیدِ خواننده یعنی دپارتمان شاعران رنج‌کشیده در آن گنجانده شد.
منتقدان این تور را بابت مفهوم، طراحی تولید، زیبایی‌شناسی و حال و هوای جذاب، و نیز نوازندگی، آواز، آمادگی روحی و جسمانی و تنوع عملکردی سوئیفت تحسین کردند. تأثیر فرهنگی، اقتصادی و سیاسی این تور به شکلِ تقاضای بی‌سابقه، فروش بلیت، و ثبت رکورد در محل برگزاری مشهود بود؛ موانع فنی منجر به تحمیل مقررات قیمتی و قوانین ضدِ اسکالپینگ شد؛ همچنین باعث افزایش اقتصاد، کسب و کار، و گردشگری، چیرگی بر چرخه‌های خبری و رسانه‌های اجتماعی و نیز تجلیل از سوی دولت‌ها و سازمان‌ها شد. تیکت‌مستر که شریک رسمی در فروش بلیت بود، به‌دلیل فروش ناکارآمد و انحصارِ محتمل، مورد انتقاد و بررسی دقیق قرار گرفت. مدیریت ضعیف در محل برگزاری یکی از کنسرت‌ها در ریو دو ژانیرو منجر به مرگ یک نفر شد. توطئه شکست‌خورده داعش برای حمله به تور در وین نیز توسط پلیس خنثی شد.
سوئیفت طی تور آثار مختلفی را اعلام و منتشر کرد: نسخهٔ گستردهٔ نیمه‌شب‌ها، آلبوم‌های مجددا ضبط‌شدهٔ حالا صحبت کن (نسخهٔ تیلور) و ۱۹۸۹ (نسخهٔ تیلور)، موزیک ویدئوهای «کارما»، «میتونم ببینمت»، پخش «تابستان ظالم» به‌عنوان تک‌آهنگ و انتشار آلبوم دپارتمان شاعران رنج‌کشیده (۲۰۲۴). فیلم کنسرتی همراه با آن، تیلور سوئیفت: تور دوره‌ها، در ۱۳ اکتبر ۲۰۲۳ در سینماهای جهانی منتشر شد. کتاب عکسی دربارهٔ این تور در ۲۹ نوامبر ۲۰۲۴ منتشر شد و بلافاصله با فروش یک میلیون نسخه در یک هفته، به پرفروش‌ترین کتاب سال ۲۰۲۴ تبدیل شد.

## آهنگ‌های منتشر شده

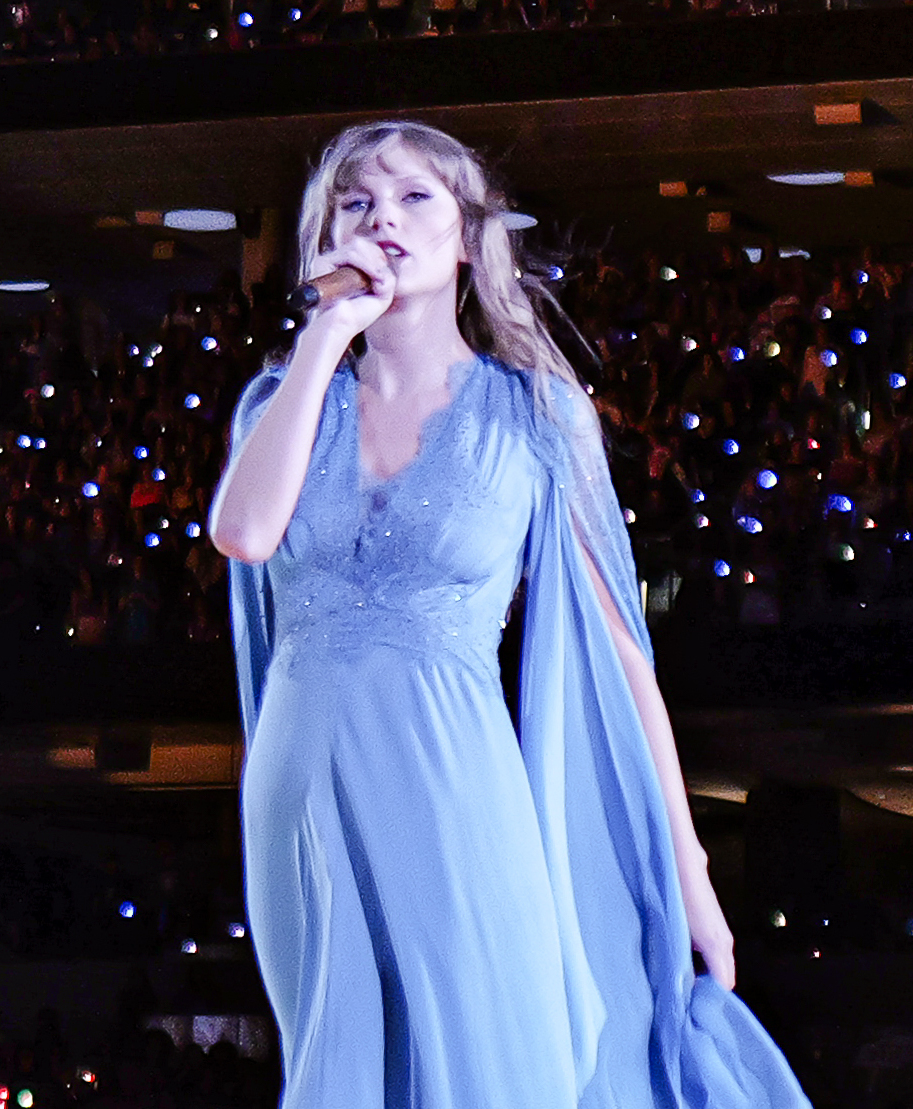
تیلور سوئیفت در سال ۲۰۲۳

سوئیفت آثار موسیقایی خود را قبل و در طول تور منتشر کرد. او چهار آهنگ را در روز نمایش افتتاحیه به افتخار راه‌اندازی تور منتشر کرد: ضبط مجدد آهنگ‌های «چشم باز» و «امن و امان» که هر دو در اصل از آلبوم موسیقی متن بازی‌های گرسنگی: ترانه‌هایی از منطقه ۱۲ و فراتر از آن در سال ۲۰۱۲ بودند. ضبط مجدد "If This Was a Movie"، یکی از آهنگ‌های اضافه از حالا صحبت کن (۲۰۱۰)؛ و " همه دخترانی که قبلا عاشقشان بودی " آهنگی که قبلاً منتشر نشده بود از آلبوم معشوق(۲۰۱۹).
نسخه سی دی ویژه Midnights با عنوان فرعی The Late Night Edition در طول تور دوره‌ها منتشر شد. که فقط در کنسرت‌های تور، که از ایست رادرفورد، نیوجرسی، در تاریخ ۲۶ مه ۲۰۲۳ آغاز شد، می‌توان آن را به صورت حضوری در غرفه‌های کالا خریداری کرد. این به‌طور انحصاری حاوی یک آهنگ جدید به نام "you're Losing Me " بود، که به آهنگی "غم انگیز پیش بینی شده" تبدیل شد. ورایتی گزارش داد که "هواداران بسیار مشتاق بودند که سی دی را به دست بیاورند" و باعث ایجاد صف در استادیوم یک روز قبل از افتتاح فروشگاه کالا شد.
در ۵ مه ۲۰۲۳، در اولین اجرای تور نشویل، سوئیفت سومین آلبوم ضبط شده خود را با نام حالا صحبت کن (نسخه تیلور) و تاریخ انتشار آن ۷ ژوئیه ۲۰۲۳ اعلام کرد او همچنین انتشار دو موزیک ویدیو را به نویسندگی و کارگردانی خود در طول این تور وعده داد. در اولین نمایش رادرفورد شرقی، او موزیک ویدیوی "Karma" را با حضور خواننده رپ آمریکایی آیس اسپایس، قبل از مجموعه سِت به نمایش درآورد، در حالی که ویدیوی " من می‌توانم تو را ببینم " در اولین نمایش کانزاس سیتی در ۷ ژوئیه ۲۰۲۳، قبل از سِت آکوستیک به نمایش درآمد.

## ترانه‌های اجراشده
ترانه‌های نام‌برده مربوط به کنسرت ۱۷ مارس ۲۰۲۳ در گلندیل، آریزونا است و نمایان‌گر تمام اجراهای تور نیست.
| پرده یکم – معشوق 1. «خانم آمریکایی و شاهزاده دل‌شکسته» 2. «تابستان ظالم» 3. «این مرد» 4. «تو باید آرام باشی» 5. «معشوق» 6. «تیرانداز» پرده دوم – بی‌باک 1. «بی‌باک» 2. «تو مال منی» 3. «داستان عشق» پرده سوم – اورمور 1. «این فصل لعنتی» 2. «بید» 3. «مارجوری» 4. «مشکلات پیش‌پاافتاده» 5. «تحملش کن» | پرده چهارم – اعتبار 1. «... آماده‌ای؟» 2. «ظریف» 3. «مرا سرزنش نکن» 4. «ببین مرا به چه کارهایی واداشتی» پرده پنجم – حالا صحبت کن 1. «افسون‌شده» پرده ششم – سرخ 1. «۲۲» 2. «دیگر هیچ‌وقت با هم نخواهیم بود» 3. «می‌دونستم شر میشی» 4. «همه‌اش را خیلی خوب» پرده هفتم – فولکلور 1. «هفت» (میان‌آهنگ گفتاری) / «ریسمان نامرئی» 2. «بتی» 3. «آخرین سلسله بزرگ آمریکایی» 4. «آگست» 5. «روابط نامشروع» 6. «اشک‌هایم کمانه می‌کند» 7. «ژاکت کش‌باف پشمی» | پرده هشتم – ۱۹۸۹ 1. «استایل» 2. «فضای خالی» 3. «بندازش بره» 4. «مهیج‌ترین رؤیاها» 5. «کینه» پرده نهم – اجرای آکوستیک 1. ترانهٔ غافلگیرانهٔ گیتار 2. ترانهٔ غافلگیرانهٔ پیانو پرده دهم – نیمه‌شب‌ها 1. «غبار اسطوخودوس» 2. «ضدقهرمان» 3. «باران نیمه‌شب» 4. «آدم عوضی» 5. «آراسته به جواهر» 6. «نابغه» 7. «کارما» |

### تغییرات
- از زمان شروع اجراهای آرلینگتون، " The 1 " جایگزین "Invisible String" شد،[۱۴] به جز در دومین اجرای نشویل، جایی که سویفت به افتخار نیمکتی در پارک سنتنیال که به او اختصاص داده شده بود، "Invisible String" را اجرا کرد.[۱۵]
- " Nothing New " قبل از "All Too Well (10 Minute Version)" در اجراهایی که توسط فیبی بریجرز آغاز شد، اضافه و او این آهنگ را همراه با سوئیفت اجرا کرد.[۱۶][۱۷]
- " Long Live" بعد از "Enchanted" به عنوان بخشی از اجرای Speak Now، از زمان شروع اجراهای‌های کانزاس سیتی اضافه شد.[۱۸] [۱۹]
- در اجراهایی که افتتاحیه‌اش با هایم بود، " No Body, No Crime " جایگزین "Tis the Damn Season" شد و آنها این آهنگ را همراه با سوئیفت اجرا کردند.[۲۰]

### آهنگ‌های سوپرایزی
سوئیفت در هر اجرا در قسمت نهم، دو آهنگ از دیسکوگرافی خود را به عنوان «آهنگ سوپرایزی» اجرا می‌کند - اولین آهنگ با گیتار آکوستیک و دومی با پیانو.

### یادداشت
- در سومین نمایش تامپا و دومین نمایش پیتسبورگ، سوئیفت ترتیب سازهایی را که برای اجرای آهنگ‌های غافلگیرکننده استفاده می‌کرد تغییر داد، اولی را با پیانو همراه با آرون دسنر اجرا و دومی را با گیتار آکوستیک نواخت.[۲۱]
- در سومین نمایش فاکسبورو، سویفت هر دو آهنگ غافلگیرکننده را دلیل مشکلات فنی پیانو ناشی از باران شب قبل، با گیتار آکوستیک به اجرا کرد.[۲۲]
- آیس اسپایس در نقش مهمان ویژه، در اجرای «Karma» به عنوان آهنگ پایانی، در سه اجرای رادرفورد شرقی با سوئیفت همراه شد.[۲۳]
- در دومین نمایش سینسیناتی، سویفت آهنگ «I Miss You, I'm Sorry» را با گیتار آکوستیک، به همراه گریسی آبرامز روی پیانو، بین آهنگ‌های سوپرایزی اول و دوم اجرا کرد.[۲۴]